# 金田水库
金田水库是中国广西壮族自治区贵港市桂平市境内的一座水库，位于浔江支流紫荆河上，建于1976年。水库正常库容为4834万立方米，集雨面积为240平方千米，海拔为97.9米。